# Rosemary Dexter
Rosemarie Dexter (Quetta, 19 juli 1944 - Recanati, 8 september 2010), beter bekend als Rosemary Dexter, was een Britse filmactrice.

## Levensloop
Geboren in Quetta van een Britse vader en een Anglo-Birmese moeder, kwam Dexter in 1963 in de filmindustrie, toen ze tijdens een vakantie in Rome regisseur Ugo Gregoretti ontmoette die haar een belangrijke rol bood voor zijn sciencefictionfilm Omicron. Ze werd vervolgens een zeer actieve actrice tot het midden van de jaren zeventig, toen ze stopte met acteren. Ze werd dood aangetroffen in haar huis in Recanati, in september 2010; ze had een langdurige ziekte.

## Filmografie
- Omicron (1963)
- Desideri d'estate (1964)
- All the Other Girls Do! (1964)
- Casanova 70 (1965)
- Highest Pressure (1965)
- For a Few Dollars More (1965) (onvermeld)
- Per amore... per magia... (1967)
- El Desperado (1967)
- Gente d'Onore (1967)
- The Sex of Angels (1968)
- House of Cards (1968)
- Partner (1968)
- The Shoes of the Fisherman (1968)
- Vendetta for the Saint (1969)
- Marquis de Sade: Justine (1969)
- Blow Hot, Blow Cold (1969)
- Eye in the Labyrinth (1972)
- Sunset, Sunrise (1973)
- 7 Hours of Violence (1973)
- L'ultimo uomo di Sara (1974)
- Catene (1974)
- La minorenne (1974)
- Till Marriage Do Us Part (1974)

- Biblioteca Nacional de España: XX1232285
- Bibliothèque nationale de France: cb14171544k (data)
- Gemeinsame Normdatei: 1062051025
- International Standard Name Identifier: 0000 0000 6028 0324
- Virtual International Authority File: 87000502
- WorldCat: E39PBJtMr4JQhQtCkxvgm9jHmd